# Lineoppia frouini
Lineoppia frouini är en kvalsterart som beskrevs av J. och P. Balogh 1983. Lineoppia frouini ingår i släktet Lineoppia och familjen Oppiidae. Inga underarter finns listade i Catalogue of Life.